# Paracinema
Paracinema is een geslacht van rechtvleugeligen uit de familie veldsprinkhanen (Acrididae). De wetenschappelijke naam van dit geslacht is voor het eerst geldig gepubliceerd in 1853 door Fischer.

## Soorten
Het geslacht Paracinema omvat de volgende soorten:
- Paracinema acutipennis Bolívar, 1914
- Paracinema luculenta Karsch, 1896
- Paracinema tricolor Thunberg, 1815